# Louis Jean Baptiste Le Clerc de Lassigny de Juigné
Pour les articles homonymes, voir Le Clerc, Juigné et Lassigny.
Louis Jean-Baptiste Le Clerc, né à Lorgues (Provence, aujourd'hui dans le département du Var), le 22 février 1758 et mort au palais des Tuileries (Paris), le 10 août 1792), est un aristocrate français du XVIIIe siècle.
Député de la noblesse aux États généraux de 1789, il fut tué lors de la prise des Tuileries le 10 août 1792.

## Biographie
Louis-Jean-Baptiste Le Clerc, comte de Lassigny, ayant perdu son père en bas âge, sa mère, Marie-Anne de Villeneuve-Bargemont, s'opposa au désir qu'il avait d'embrasser la carrière des armes, qui était celle de presque tous ses ancêtres, tant paternels que maternels ; elle le maria de bonne heure à Anne de Villeneuve Bargemont, sa cousine germaine.
En 1782, le comte de Lassigny fit présenter, par le comte Charles de Villeneuve-Bargemont (1749-1827, ancien lieutenant-colonel, chevalier de Saint-Louis), son beau-frère, à M. le marquis de Juigné, lieutenant-général des armées du roi, chef de la branche aînée de sa famille, des titres fit actes authentiques, d'après l'examen desquels le marquis s'assura et reconnut que la branche des Le Clerc, établie en Provence, était véritablement une branche cadette de sa famille, et il autorisa ensuite, en 1789, à l'époque des États généraux, le comte de Lassigny à ajouter dorénavant le nom de Juigné au sien pour prouver qu'ils étaient réellement de la même famille.
Déjà à deux époques différentes, les Le Clerc établis en Provence avaient été reconnus par la branche aînée :
1. Par Urbain Le Clerc de Juigné, inspecteur-général d'infanterie pour le département de la Provence, qui, passant à Vidauban, en 1690, à la tête d'un corps de troupes, reconnut ses armoiries sur la porte du château qui appartenait, à cette époque, à la famille Le Clerc de Lassigny ; il fit connaissance avec Jean-Louis Ier Le Clerc de Lassigny, qui lui montra ses papiers de famille, et qu'il reconnut pour son parent.
2. Samuel-Jacques Le Clerc, chevalier, baron de Juigné, de Champagne, de la Lande, etc., colonel du régiment d'Orléans, infanterie, étant venu à Toulon avec son régiment, fit connaissance avec le chevalier Jean-Baptiste le Clerc de Lassigny, lieutenant de vaisseau au département de Toulon. Il le reconnut également pour son parent, et il lui promit de s'intéresser pour lui auprès du ministre de la marine, lorsqu'il serait de retour à Paris; mais étant parti de Toulon pour se rendre à l'armée, il fut malheureusement tué à la bataille de Guastalla, le 19 septembre 1734, à la tête de son régiment.
3. À l'époque où M. Léon-Marguerite Le Clerc, baron de Juigné, quatrième fils du précédent, servait dans la marine, au département de Toulon, le baron de Juigné ayant appris qu'une branche de sa famille était, à cette époque, établie aux Arcs, il témoigna le désir de faire connaissance avec elle, et il avait même pris jour pour se rendre aux Arcs, lorsque la mort de Louis III Le Clerc de Lassigny, qui décéda aux Arcs, le 29 août 1749 , l'empêcha d'effectuer son voyage.

Le comte de Lassigny de Juigné fut élu, le 27 avril 1789, député de la noblesse aux États généraux par la sénéchaussée de Draguignan (généralité de Provence). Il vota sans exception avec le parti de l'Ancien Régime, se montra constamment le défenseur des « vrais principes de la monarchie », et signa toutes les protestations qui furent faites par les députés « fidèles ». Il fit partie de la députation de l'assemblée qui accompagna le roi dans un voyage qu'il fit à Paris, en juillet 1789, et il fut assez heureux pour que le zèle qu'il mit à écarter la foule qui retardait la marche de sa majesté fût remarqué par elle, et qu'elle lui en fît témoigner sa satisfaction par son capitaine des gardes.
Après le « fatal » voyage de Varennes, et à l'époque où le roi avait seulement la faculté de désigner quinze personnes auxquelles il était permis d'entrer au palais des Tuileries, le comte de Lassigny de Juigné eut l'honneur d'être placé sur une des premières listes qui furent données à l'officier supérieur qui, pour lors, était chargé de la garde du palais.
Lorsque l'Assemblée nationale constituante eut enfin terminé ses travaux, il se proposait d'aller joindre les parents de son nom qui servaient tous au-dehors sous la bannière des lys ; mais la bienveillance particulière dont l'honoraient la reine Marie-Antoinette et madame Elisabeth, le retint à Paris, où il périt, lors de la prise des Tuileries le 10 août 1792, en défendant le roi.
Son fils de 14 ans, qui l'avait suivi pendant plusieurs années aux Tuileries, revêtit des habits de paysans, et traversant la France révolutionnaire, il alla jusqu'au château de Saint-Martin apprendre à la comtesse qu'il n'avait plus de père. La mort de ce dernier lui fit éprouver des pertes considérables dans sa fortune. Ses biens ont été mis plusieurs fois sous séquestre, et malgré toutes les persécutions que son attachement bien connu à la maison de Bourbon lui firent subir, il lui resta constamment fidèle.

## Famille
Le comte de Lassigny était le fils de Jean-Louis II ( † 7 mai 1767 - Lorgues), écuyer, seigneur de Lassigny et de Marie Anne de Villeneuve-Bargemont (Bargemon, 9 mai 1726 - Lorgues, 18 février 1804), fille de Joseph de Villeneuve (1675-1752), baron de Bargemon et de Vauclause, page de la petite écurie, lieutenant dans le régiment de la marine (1693), mousquetaire, procureur d'Aix-en-Provence.

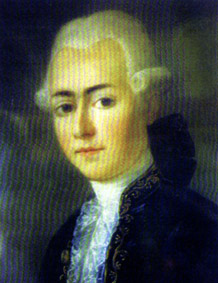
Louis Jean Baptiste Le Clerc de Lassigny
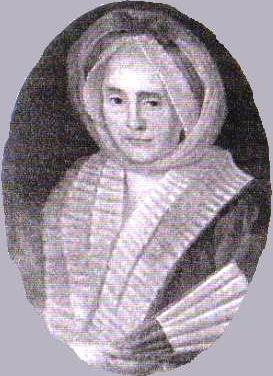
Anne de Villeneuve-Bargemont (1755-1811)

- Louis-Jean-Baptiste Le Clerc avait épousé (16 février 1776) Anne de Villeneuve-Bargemont, sa cousine germaine, fille de messire Christophe de Villeneuve (1716-1800), chevalier de l'ordre royal et militaire de Saint-Louis, seigneur de Bargemon, Saint-Auban, Vauclause, Castillon, et de dame Thérèse-Françoise de Lombard-Gourdon (1721-1760), par contrat de mariage du 12 février 1776. De ce mariage sont issus :
  - Louis-Joseph-Toussaint Le Clerc (né le 1er novembre 1778 - Lorgues), comte de Lassigny de Juigné commandant la 1re compagnie de grenadiers de la garde nationale de Lorgues (seconde Restauration), et il a été nommé lieutenant-colonel de la légion de garde nationale à pied de l'arrondissement de Draguignan (ordonnance royale du 4 février 1818), marié, le 20 septembre 1796, avec Claire-Charlotte (1777-1854), dame pour accompagner la dauphine Marie-Thérèse de Bourbon (1815-1851), fille de Jean-Bernard de Gasquet, seigneur de l'Esquivit, capitaine de vaisseau, chevalier de Saint-Louis, et de dame Louise-Charlotte Mariany, dont :
    - Louis Henri Le Clerc (Lorgues - 27 thermidor an V (24 juillet 1797), Les Arcs (Var) - 2 mars 1871, vicomte de Lassigny puis comte de Juigné de Lassigné, capitaine au 5e régiment de chasseurs à cheval, chevalier de la Légion d'honneur (18 avril 1834)[2], chevalier de 2e classe de l'ordre royal et militaire de Saint-Ferdinand d'Espagne (19 octobre 1823, autorisation du 18 novembre 1824), marié, dont :
      - Postérité (généalogie non-établie) ;

    - Marie Sophie (née le 23 février 1807 - Lorgues) ;
    - Marie Elisabeth (née le 5 avril 1809 - Lorgues) ;
    - Anne Charlotte (née le 23 juillet 1811) ;
    - Charlotte Louise Marie (née le 23 mars 1817 - Lorgues) ;

  - Adélaïde-Baptistine-Pauline (née à Lorgues le 6 juillet 1785), mariée, à Paris le 20 août 1816 par contrat signé du roi et de la famille royale, avec M. le vicomte de Blancheton de Meursault de La Rochepot, ancien mousquetaire du roi, chevalier de Saint-Louis, domicilié à Beaune (Bourgogne) ;
  - Louise-Françoise-Marie (Lorgues, 1er septembre 1788 - Lorgues, 21 janvier 1807), sans alliance.